# Materialflusskostenrechnung
Die Materialflusskostenrechnung ist ein Kostenrechnungsansatz in der Produktionswirtschaft, um Material- und Energieverbräuche von Unternehmen zu senken und ihre umwelt- und kostenbezogene Leistungsfähigkeit zu steigern.

## Grundlagen und Ziel
Die Materialflusskostenrechnung entstand Ende der 1980er Jahre und wurde Ende 2011 als Umweltmanagementnorm ISO 14051 verabschiedet. Sie fällt in die Gruppe der material- und energieflussorientierten Kostenrechnungsansätze, die zur Anwendung kommen, wenn die betriebliche Material-, Öko- und Kosteneffizienz gesteigert werden soll. Bei der Materialflusskostenrechnung geht es also um die Erfassung der Material- und Energieflüsse. Diese physikalischen Größen werden in weiterer Folge monetär bewertet. Somit kann man Ineffizienzen feststellen, dadurch den Ressourcenverbrauch senken und die Umweltleistung verbessern.
Ziel der Materialflusskostenrechnung ist es, den Unternehmen ein Instrument zur Verfügung zu stellen, damit sie ihre Material- und Energieverbräuche senken und ihre umwelt- und kostenbezogene Leistungsfähigkeit steigern können. Dieses Ziel soll durch
- Transparenz der Material- und Energieflüsse,
- Verbesserungsmöglichkeiten bei Verfahrenstechnik, Fertigungsplanung, Qualitätssteuerung und Lieferkettenmanagement sowie
- bessere Kommunikation der Material- und Energieflüsse innerhalb des Unternehmens

erreicht werden.

## Kostenarten
Im Rahmen der Materialflusskostenrechnung werden vier Arten von Kosten erhoben:
- Materialkosten,
- Energiekosten,
- Systemkosten und
- Abfallmanagementkosten.

### Materialkosten
Materialkosten sollen für jeden Input, der in die Mengenstelle eingeht, und jeden Output, der die Mengenstelle verlässt, berechnet werden. Zugrunde liegend können historische Anschaffungskosten, Standardkosten oder Wiederbeschaffungskosten sein. Berechnet werden die Materialkosten durch Multiplikation der physikalischen Einheiten mit den Materialstückkosten. Auch die Veränderung im Materialbestand darf bei der Berechnung des Outputs nicht vergessen werden.

### Energiekosten
Energiekosten sollten ebenfalls für jede Mengenstelle erhoben werden, die Berechnung erfolgt wiederum durch Multiplikation des Energieverbrauchs pro Mengenstelle mit dem Kosten pro Einheit. Falls die Energiekosten nicht feststellbar sind, werden die Gesamtenergiekosten den Mengenstellen mittels Allokation zugeordnet.

### Systemkosten
Systemkosten sind Kosten, die durch die Handhabung von Materialflüssen anfallen. Dazu zählen z. B. Arbeitskosten, Abschreibungen, Wartung und Transport. Nicht dazu gehören die Material-, Energie- und Abfallmanagementkosten. Auch hier sollten die Systemkosten pro Mengenstelle erhoben und monetär erfasst werden. Ist dies nicht möglich, so muss mit den Gesamtsystemkosten eine Kostenallokation durchgeführt werden.

### Abfallmanagementkosten
Abfallmanagementkosten bezeichnen jenen Aufwand, der durch den Umgang mit Materialverlusten entsteht. Sie werden immer den Materialverlusten und nicht dem Produkt zugerechnet. Falls die Kosten pro Mengenstelle nicht zur Verfügung stehen, wird wiederum die Kostenallokation herangezogen.

## Elemente
Die Elemente einer Materialflusskostenrechnung sind:
- Mengenstelle,
- Materialbilanz,
- Kostenrechnung und
- Materialflussmodell

### Mengenstelle
Eine Mengenstelle besteht aus einem Teil oder mehreren Teilen eines Prozesses. Für diesen oder diese werden zuerst die Material- und Energieflüsse in physikalischen Einheiten erhoben, um anschließend die Material-, Energie-, System- und Abfallmanagementkosten monetär ausdrücken zu können.

### Materialbilanz
Pro Mengenstelle sollte eine Materialbilanz erstellt werden, zur Hilfestellung kann diese graphisch dargestellt werden. So soll gezeigt werden, welcher Input in die Mengenstelle eingeht, wie hoch der Lagerbestand vor und nach Produktion ist, und welcher Output aus der Mengenstelle entnommen wird.

### Kostenrechnung
In der Kostenrechnung werden die physikalischen Einheiten in monetäre Aufwände umgerechnet. Das heißt, der Input ergibt sich aus den vier Kostenarten, der Materialanfangs- und Endbestand wird monetär ausgedrückt und der Output, der aus Produkt und Materialverlust besteht, ergibt sich ebenfalls aus den vier Kostenarten. Allerdings werden die Abfallmanagementkosten des Outputs nur dem Materialverlust zugerechnet, nicht dem Produkt. Falls der Output einer Mengenstelle zum Input einer anderen Mengenstelle wird, ergeben die Kosten für den Output gleichzeitig den Verrechnungspreis. Werden wiederaufbereitete Materialien als Input verwendet, so können entweder die Wiederaufbereitungskosten (bestehend aus den vier Kostenarten ohne die Anschaffungskosten für den Materialinput, der zum Materialverlust wurde) oder alle mit den wiederaufbereiteten Materialien verbundenen Kosten verrechnet werden (bestehend aus den vier Kostenarten sowie den Materialanschaffungskosten für den Materialinput, der zum Materialverlust wurde).
Wie schon erwähnt, sollten jegliche Kosten pro Mengenstelle verfügbar sein. Ist dies nicht der Fall, kommt die Kostenallokation zum Einsatz. In einem ersten Schritt sollen die Gesamtkosten den verschiedenen Mengenstellen zugewiesen und in einem zweiten Schritt entweder den Produkten oder den Materialverlusten zugerechnet werden.

### Materialflussmodell
Das abschließende und zusammenfassende Element der Materialflusskostenrechnung bildet das Materialflussmodell. Dieses Modell stellt den gesamten Materialfluss der Materialflusskostenrechnung graphisch dar und beinhaltet den Input, die Mengenstellen, den Output und den Materialverlust; verbunden durch Pfeile, die den Fluss der Produkte und der Verluste aufzeigen.

## Implementierung
Die Implementierung der Materialflusskostenrechnung im Unternehmen erfolgt mithilfe von zehn Punkten.
Die einzelnen Schritte sind in den PDCA-Kreislauf eingebunden. PDCA steht für Plan (eine Verbesserung planen), Do (Durchführung der Planungen), Check (Überprüfung der durchgeführten Maßnahmen) und Act (ständige Umsetzung beziehungsweise Anpassung) und ist ein Zyklus zur ständigen Verbesserung.
Tabelle 1: Implementierungsablauf der Materialflusskostenrechnung
| Nummer | PDCA  | Inhalt                                                          |
| ------ | ----- | --------------------------------------------------------------- |
| 1      | Plan  | Managementbeteiligung                                           |
| 2      | Plan  | Bestimmung der notwendigen Sachkenntnis                         |
| 3      | Plan  | Festlegung der Systemgrenze                                     |
| 4      | Plan  | Einrichtung von Mengenstellen                                   |
| 5      | Do    | Bestimmung von Input und Output für jede Mengenstelle           |
| 6      | Do    | Mengenbestimmung der Materialflüsse in physikalischen Einheiten |
| 7      | Do    | Mengenbestimmung der Materialflüsse in monetären Einheiten      |
| 8      | Check | Datenzusammenfassung und Auswertung                             |
| 9      | Check | Kommunikation der Ergebnisse                                    |
| 10     | Act   | Ermittlung und Bewertung von Verbesserungspotenzialen           |

## Mögliche Anwendungsfelder
In folgenden Bereichen ist eine Anwendung der Materialflusskostenrechnung möglich:
- In Betrieben und öffentlichen Haushalten,
- entlang von Lieferketten und
- des Produktlebenszyklus,
- in lokalen oder regionalen Gebieten sowie
- ganzen Staaten oder Staatenbunden.[12]